# Демократическая лейбористская партия (Тринидад и Тобаго)
Демократическая лейбористская партия (англ. Democratic Labour Party; ДЛП) — бывшая политическая партия в Тринидаде и Тобаго, существовавшая с 1957 по 1971 год. Была основной оппозиционной партией в Тринидаде и Тобаго в период с 1957 по 1971 год, выступавшей против Народного национального движения в период после объявления независимости страны от Великобритании. После нескольких расколов, вызванных внутрипартийной борьбой между руководителями партии, она потеряла влияние над индо-тринидадской общиной в ходе всеобщих выборов 1976 года и её место в парламенте занял Объединённый трудовой фронт под руководством Басдео Пандая. Партия ориентировалась на этническую индийскую общину в стране.

## История

### Колониальный период
Партия была сформирована путём объединения трёх оппозиционных партий Законодательного совета: Народно-демократической партии, Тринидадской лейбористской партии и Партии политических групп прогресса. К новой партии также присоединился Стивен Махарадж, член Партии Батлера. Три партии вошли в международную Демократическую рабочую партию Вест-Индской федерации под руководством сэра Александра Бустаманте и объединились в единую национальную партию Тринидада и Тобаго. Партия одержала победу над Народным национальным движением на федеральных выборах 1958 года, получив шесть из десяти мест в федеральном парламенте Вест-Индии.
Вскоре после этого партия начала распадаться. Бхадазе Саган Марадж, первый лидер партии в Законодательном совете, заболел и был прикован к постели. В 1960 году доктор Рудранат Капильдео был избран лидером партии; его привели в партию, чтобы обеспечить «интеллектуальное равноправие» Эрику Уильямсу. Когда Капильдео покинул Тринидад, чтобы преподавать в Лондонском университете, фракция партии созвала общее собрание и избрала лидером партии Альберта Гомеса. Тем не менее, рядовые члены партии стояли за Капильдео, и фракция Гомеса покинула партию.

### Период независимости
В 1961 году был принят «Закон о народном представительстве», который модернизировал избирательный процесс, установив удостоверения личности, машины для голосования и изменив порядок расположения избирательных округов. Демократическая лейбористская партия расценила новый закон как попытку лишить права голоса индо-тринидадских избирателей, которые были менее образованными и с подозрением относились к властям. Партия утверждала, что индо-тринидадцы будут реже регистрироваться и могут опасаться «сложных» машина для голосования. Они также обвинили Народное национальное движение в том, что она подтасовала избирательные округа, чтобы максимизировать влияние своих сторонников и минимизировать влияние сторонников ДЛП. В результате кампания выборов 1961 года была чрезвычайно напряжённой и характеризовалась расовой поляризацией. ДЛП утверждала, что машины для голосования были подстроены. Эти обвинения нашли поддержку, когда первоначальные результаты показали, что кандидат от ННД Артур Робинсон получил больше голосов, чем было зарегистрировано избирателей в его избирательном округе. В результате ННД получило большинство в две трети (20 из 30 мест) в парламенте, а ДЛП — оставшиеся 10 мест. Когда после выхода Ямайки Федерация Вест-Индии была распущена в 1961 году, это большинство позволило ННД принять Конституцию независимости без участия ДЛП. В ответ на обвинения в нарушениях при голосовании ДЛП бойкотировала открытие парламента и действовала в основном через бойкоты и забастовки.
В 1963 году Рудранат Капильдео принял постоянную должность в Лондонском университете и пытался руководить партией и служить лидером оппозиции, находясь в Лондоне. Он смог сохранить своё место в парламенте благодаря специальному разрешению спикера палаты представителей Арнольда Томасоса. В марте того же года Капильдео дал партии новое кредо — демократический социализм. Эта акция в сочетании с заочным руководством Капильдео привела к перевороту в руководстве партии, что привело к назначению Стивена Махараджа (бывшего члена Партии Батлера) в качестве лидера оппозиции, в то время как Капильдео сохранил пост лидера партии. Когда исполнитель директор попытался заменить Капильдео на Махараджа в качестве лидера партии, Капильдео уволил того. В ответ 13 января 1964 года три члена парламента, доктор Монтгомери Форрестер, Питер Фаркуахар и Таймул Хосейн вышли из партии и создали Либеральную партию.

### Турбулентное время
После объявления независимости Тринидада и Тобаго две основные отрасли страны, сахар и нефть, оставались под контролем иностранных многонациональных корпораций (Tate & Lyle в производстве сахара, Shell, British Petroleum и Texaco в нефтяной отрасли). Профсоюзы истолковали это как доказательство того, что руководство ННД и ДЛП были подкуплены иностранными корпорациям. Джордж Недс, член профсоюза афро-тринидадистов, выступавший против ННД, получил контроль над профсоюзом рабочих нефтяных месторождений, а Кришна Говандан оспаривал лидерство Бхадасе Мараджа во Всесоюзном союзе рабочих и фабрикантов по производству сахара в Тринидаде. В марте 1965 года 15 тыс. рабочих сахарной отрасли объявили забастовку. Премьер-министр Эрик Уильямс объявил чрезвычайное положение и приостановил гражданские права. Это позволило Конгрессу тред-юнионов, в котором доминировали афро-тринидадисты, вступить в союз с (индо-тринидадскими) рабочими сахарной отрасли.
В ответ на трудовые волнения в 1965 году правительство ННД приняло «Закон о стабилизации промышленности», который запретил забастовки на государственной службе и ограничил использование забастовок и локаутов в частной промышленности. В духе демократического социализма Стивен Махарадж поручил своим депутатам проголосовать против законопроекта. Тем не менее, два члена Палаты представителей (Эшфорд Синанан и Лайонел Сёкеран) и все четыре сенатора проголосовали за законопроект. Это привело к расколу в партии с тремя отдельными фракциями, борющимися за власть. Центристское крыло возглавлялось Верноном Джамадаром, радикальное крыло — Стивеном Махараджем, а консервативное — Лионелем Сукараном и Эшфордом Синананом. Махарадж, как лидер оппозиции, попытался удалить сенаторов ДЛП и заменить их левыми Сирилом Джеймсом, Джорджем Уикесом (оба афро-тринидадийцы), Адрианом Кола Риенци (индо-тринидадским союзником Батлера во время рабочих выступлений 1930-х) и Джеком Келсхоллом.
Будучи лидером оппозиции, Махарадж имел возможность назначать и освобождать от должности сенаторов оппозиции. В июне, в ответ на неспособность сенаторов ДЛП выступить против Закона о стабилизации промышленности, Махарадж написал генерал-губернатору сэру Соломону Хочою и попросил его отменить назначение прежних сенаторов и заменить их Джеймсом, Риенци и Клайвом Филом. Вместо этого, основываясь на совете консервативного крыла партии (которое было поддержано четырьмя депутатами), Хочой отменил назначение Махараджа и заменил его Симбунатом Капильдео (старшим братом Рудраната Капильдео).
На протяжении всего этого времени Рудранат Капильдео оставался лидером партии. Он выбрал Махараджа лидером оппозиции и выступил против Закона о стабилизации промышленности. Однако вместо того, чтобы принять определённую сторону в полемике, он оставался расплывчатым, пока не вернулся из Англии в июле 1965 года. По прибытии он осудил Симбуната Капильдео как главного нарушителя спокойствия в партии, и обвинил его в найме наёмного убийцы, чтобы убить его. Он встретился с Махараджем, Джеймсом, Келшаллом и Риенци и пообещал мобилизовать партию, чтобы противостоять принятию закона. На следующий день он обвинил Джеймса, Махараджа и Риенци в заговоре против интересов партии. Он уволил своего брата как лидера оппозиции и заменил его на Джамадара. В ответ на эти действия лидера партия вновь раскололась. Стивен Махарадж вместе с Уайсесом, Джеймсом и молодым Басдео Пандаем сформировал Партию рабочих и фермеров. Симбунат Капильдео вышел из ДЛП и вступил в Либеральную партию, а Лайонел Сеукаран стал независимым. После раскола ДЛП и либералы остались с 4 местами парламента, Партия рабочих и фермеров — с одним, а Сеукаран стал независимым депутатом и сформировал Независимую партию Сеукарана, чтобы организовать своих сторонников.
Всеобщие выборы 1966 года позволили ДЛП вернуть свои позиции как единственной оппозиционной партии. Партия получила 12 из 36 мест. Остальные отколовшиеся партии не смогли выиграть ни одного места. Постоянное отсутствие Рудраната Капильдео привело к тому, что его место было объявлено вакантным в 1967 году. Когда ДЛП решила бойкотировать дополнительные выборы в знак протеста, Бхадасе Саган Марадж смог вернуться в парламент, получив место как независимый.

### Бойкот выборов
В 1969 году Вернон Джамадар стал руководителем партии. После революции Чёрной силы и армейского мятежа в 1970 году, ДЛП объединилась с бывшим заместителем лидера ННД Робинсоном и его новым движением Комитетом действий демократических граждан. Когда Уильямс назначил выборы 1971 года на 6 месяцев раньше срока, Робинсон заявил, что не будет участвовать в выборах и призвал сторонников бойкотировать их. Несмотря на оговорки, ДЛП в конечном итоге поддержал Робинсона в его кампании «нет выборам».
Надеясь извлечь выгоду из отсутствия ДЛП, Бхадасе Саган Марадж создал Демократическую партию освобождения. Среди выдвинутых кандидатов были Стивен Махарадж, Лиональ Сейкеран и Сатнараян Махарадж. Тем не менее, эта его партия не смогла получить ни одного места.
Благодаря бойкоту выборов оппозиционными партиями ННД получило все места на всеобщих выборах 1971 года. Многие в партии чувствовали себя преданными действиями Робинсона, но бойкот привел к переключению с машин для голосования на бумажные бюллетени.

### Распад партии
В 1972 году Аллой Лекей сменил Джамадара на посту лидера партии. Это привело к тому, что Вернон Джамадар вышел из партии и создал Социал-демократическую рабочую партию. Остатки ДЛП затем объединились с Либеральной партии и сформировали Объединенную демократическую рабочую партию, которой стал руководить Симбунат Капильдео. Появилась ещё одна фракция во главе с Эшфордом Синананом, назвавшая себя Вест-Индской национальной партией. Ни одна из партий-преемников Демократической лейбористской партии не получила ни одного места на всеобщих выборах 1976 года. В результате Объединённый трудовой фронт смог полностью вытеснить ДЛП из её основного индо-тринидадского избирательного контингента. Джамадар и Лекей баллотировались в избирательном округе Сипарии (среди восьми кандидатов), но проиграли кандидату Объединённого трудового фронта Раффику Шаху, что окончило их политическую карьеру.
После распада партии ни один из основных бывших руководителей больше не играл существенной роли в политической жизни страны. Симбунат Капильдео и Вернон Джамадар вернулись к своей юридической практике. Сатнараян Махарадж принял контроль над религиозной индуистской организацией Санатан Дхарма Маха Сабхой после смерти своего свёкра Бхадасе Саган Мараджа в 1971 году. Аллой Лекей продолжал играть выдающуюся роль в качестве президента и генерального директора Совета по крикету Тринидада и Тобаго, с поста которого вышел на пенсию в 2005 году.